# متلازمة الفني غير المؤهل
متلازمة الفني غير المؤهل (Treacherous technician syndrome) يشير إلى عكس اتجاه الأطراف الذي يحدث دائمًا نتيجة الخطأ الفني لعكس أقطاب الذراع الأيمن والأيسر. ولقد شاعت تلك المتلازمة نتيجة إحلال الأفراد معدومي الخبرة محل تقنيي الأمراض القلبية الوعائية. وتعد متلازمة الفني غير المؤهل هي السبب الأكثر شيوعًا للنتائج الإيجابية الكاذبة لحالة انقلاب وضع الأحشاء (أو القلب اليميني).
لا يزال عكس اتجاه الأطراف (LLRs) معضلة طبية.